# Reginald III av Burgund
Reginald III av Burgund, född 1087, död 1148, var regerande pfalzgreve av Burgund från 1127 till 1148.